# Sárfalvi Péter
Sárfalvi Péter (Budapest, 1970. július 31. –) világ- és Európa-bajnok magyar öttusázó, Sárfalvi Béla öttusaedző fia. Pályafutása befejezése után a Hír TV műsorvezetője és hírolvasója volt. 2017 januárjában helyettes államtitkárrá nevezték ki. 2022-től a Károli Gáspár Református Egyetem Sportigazgatója.
Gyermekei:
Sárfalvi Áron 2007
Sárfalvi Lotti Anna 2010
Sárfalvi Ábel 2017
Felesége Sárfalvi Anna (2006-)

## Sportpályafutása
1979-től volt a Csepel SC sportolója. 1987-ben csapatban 2., egyéniben negyedik volt a junior vb-n. 1989-ben csapat bronzérmes, 1990-ben váltó aranyérmes, 1991-ben egyéni 6., csapat 4. lett a junior öttusázók világbajnokságán. Az IBV-ken három aranyérmet szerzett.
1993-ban második volt a világ kupa-sorozatban. 1995-ben megnyerte a római és a budapesti vk-versenyt. Európa-bajnokságon 1995-ben indulhatott első alkalommal. Egyéniben 9., csapatban első lett. A világbajnokságon egyéniben szintén 9., csapatban első volt. Az 1996. évi nyári olimpiai játékokon 21. volt.
1997-ben megnyerte a Schwechater kupát, a perpignani vk-versenyt és a magyar nagydíjat. A székesfehérvári Eb-n csapatban második, egyéniben ötödik volt. A júniusi ob-n megszerezte második felnőtt magyar bajnoki címét. A szófiai vb-n egyéniben negyedik, csapatban világbajnok volt. Az év végén elnyerte az év magyar öttusázója címet. 1998-ban első volt a mexikói vk-versenyen és a magyar nagydíjon. Az Európa-bajnokságon egyéniben negyedik, csapatban második volt. A vb-n -vállsérüléssel versenyezve- csapatban második, egyéniben tizennegyedik lett. 1999-ben mindhárom versenyszámban Európa-bajnok lett. A budapesti vb-n csapatban és váltóban lett első. Az egyéni versenyt 16.-ként fejezte be. 2000-ben 31. lett a világbajnokságon egyéniben. Az Európa-bajnokságon váltóban ért el aranyérmet. Az ob-n sorozatban negyedik egyéni bajnok elsőségét érte el. Az olimpián 17. lett.
A 2001-es Eb-n 30., a világbajnokságon 10. volt az egyéni versenyben. A 2002-es Eb-n csapatban szerzett aranyérmet. A váltóval hatodik volt. A vb-n 18. volt egyéniben. 2003-ban bejelentette visszavonulását.
A Testnevelési Egyetemen és a Külkereskedelmi Főiskolán szerzett diplomát. 2003-tól 2016-ig a Hír TV műsorvezetője és hírolvasója volt. 2011-től a Csepeli Öttusa és Vízi- Sport Egyesület elnöke volt. 2016 decemberétől miniszteri biztosként, 2017 januárjától helyettes államtitkárként vezeti az utánpótlás nevelésért felelős államtitkárságot.2022-től a Károli Gáspár Református Egyetem sportigazgatója és a KRE SC elnöke, 2024-től a Magyar Öttusa Szövetség alelnöke.

## Díjai, elismerései
- Kiváló ifjúsági sportoló (1988, 1991)
- Az év magyar öttusázója (1997)